# Diócesis de Hexham
La diócesis de Hexham (en latín: Dioecesis Hagulstadensis y en inglés: Diocese of Hexham) fue una circunscripción eclesiástica de la Iglesia católica en el Reino Unido. Se trataba de una diócesis latina, sufragánea de la arquidiócesis de York. Fue suprimida después de 821.

## Territorio y organización

Mapa de las diócesis anglosajonas antes de 925

La diócesis extendía su jurisdicción sobre los fieles católicos de rito latino residentes en el territorio entre los ríos Aln y Tees en el condado de Northumberland en Inglaterra.
La sede de la diócesis se encontraba en la ciudad de Hexham, en el monasterio fundado en 674 por san Wilfredo, cuya iglesia abacial de San Andrés, servía como catedral. Fue incendiada por los vikingos en 875 y reconstruida en 1858, perteneciendo desde la Reforma anglicana a la Iglesia de Inglaterra, en la cual es una parroquia.

## Historia
La sede original de Hexham fue erigida en 678 por división de la arquidiócesis de York, de acuerdo con la política religiosa de Teodoro de Canterbury, que pretendía erigir varias diócesis para afirmar el catolicismo en la isla de Gran Bretaña. Eata fue nombrado obispo de Bernicia con sede en Hexham, mientras que Bosa se convirtió en arzobispo de York, con jurisdicción sobre Deira.
En 681 Bernicia fue dividida en dos, con la erección (o restauración) de la diócesis de Lindisfarne, a donde se trasladó el obispo Eata. En su lugar, en Hexham, fue nombrado Tunberht, abad de Gilling. En esa época, la diócesis de Hexham parece haber incluido el territorio entre los ríos Aln y Tees, mientras que la diócesis de Lindisfarne incluía la parte norte de lo que hoy es Northumberland.
En 684 Tunberht fue depuesto, quizás por desacuerdos con el rey, y en su lugar fue nombrado san Cutberto, monje de Lindisfarne y patrono de la diócesis moderna. Al año siguiente, Cutberto y Eata intercambiaron sedes, y este último regresó a Hexham, que gobernó, sin embargo, durante un corto tiempo, muriendo en el mismo año 685 o en 686.
El propio Wilfredo, ya arzobispo de York, fue nombrado obispo de Hexham en 706. Parece que a partir de este momento los obispos de Hexham también fueron abades del monasterio. A Wilfredo le sucedió otro santo obispo, Acca de Hexham, conocido por su conocimiento de la teología y la música sacra, y que enriqueció las iglesias de la diócesis con altares y mobiliario sagrado. Según las crónicas anglosajonas, fue depuesto probablemente en el año 731.
Sobre los obispos posteriores, la información es escasa y está tomada únicamente de los anales de la época, que se incluyeron en la Historia regum de Simeón de Durham.
Se desconocen las verdaderas causas de la desaparición de la diócesis anglosajona de Hexham. Las devastadoras incursiones de los vikingos daneses a mediados del siglo IX fueron fundamentales para la supresión de la diócesis, cuyo territorio pasó a Lindisfarne después de 821. La iglesia de la abadía de Hexham fue incendiada por los vikingos en el año 875, lo que probablemente supuso el fin de la vida monástica en la ciudad. Durante el resto de la Edad Media, el territorio de la diócesis suprimida quedó bajo la jurisdicción de Durham, donde los obispos de Lindisfarne trasladaron su residencia en 995. La abadía de Hexham fue reconstruida posteriormente y su iglesia (anglicana desde el siglo XVI) sigue siendo una de las más importantes de la región.
En 1850 se erigió una nueva diócesis católica de Hexham, pero en 1861 cambió su nombre a diócesis de Hexham y Newcastle tras el traslado de la sede de Hexham a Newcastle upon Tyne.

## Episcopologio

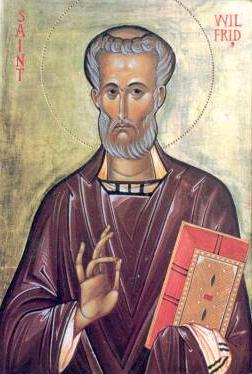
San Wilfredo de York, obispo de Hexham de 706 a 709

- San Eata † (678-circa 681 nombrado obispo de Lindisfarne)
- Tunberht o Trumbert † (681-684 depuesto)
- San Cutberto † (684-685 nombrado obispo de Lindisfarne)
- San Eata † (685-685 o 686 falleció) (por segunda vez)
- San Juan † (25 de agosto de 687 consagrado-705 o 706 nombrado arzobispo de York)
- San Wilfredo † (706-709 falleció)
- San Acca † (709-731 o 732 depuesto)
- San Frithbert † (8 de septiembre de 734-23 de diciembre de 766 falleció)
- San Alcmund † (767-7 de septiembre de 780 o 781 falleció)
- San Tilberht † (2 de octubre de 780 o 781-789 falleció)
- Aethelberht † (circa 789-16 de octubre de 797 falleció)
- Heardred † (29 de octubre de 797-800 falleció)
- Lanberht (Eanberht) † (800-813 falleció)
- Tilfret (Tidfrith) † (813-821 falleció)
  - Sede vacante
  - Sede unida a Lindisfarne